# ASK Eggendorf
Der ASK Eggendorf (Langname: „Arbeitersportklub Eggendorf“) ist ein Fußballverein in der niederösterreichischen Gemeinde Eggendorf im Bezirk Wiener Neustadt-Land. Der Verein gehört dem Niederösterreichischen Fußballverband (NÖFV) an und spielt in der Saison 2024/25 in der Gebietsliga Süd/Südost. Der Sportklub trägt seine Spiele am Sportplatz Eggendorf mit 1500 Plätzen aus.

## Geschichte
In der Saison 1972/73 sicherte sich der Verein den Meistertitel in der niederösterreichischen Landesliga.

## Bekannte Spieler und Trainer
- Jürgen Mansberger
- Bernd Besenlehner
- Christopher Tvrdy
- Erkut Tekinsoy
- Albin Kajtezović
- Marco Angeler
- Christian Aflenzer
- Carsten Bjerregaard
- Mirza Jatic
- Michael Koller
- Markus Holemar
- Manfred Rottensteiner

## Erfolge
- Niederösterreichische Landesliga:
  - 1 × Meister: 1973